# Тор (острів)
Тор — невеликий острів в Червоному морі в архіпелазі Дахлак, належить Еритреї, адміністративно відноситься до району Дахлак регіону Семіен-Кей-Бахрі.

## Географія
Розташований на схід від острова Дахлак. Має видовжену зі сходу на захід форму, утворену двома частинами, з'єднаних між собою вузьким перешийком. Західна частина більша, довжина до 2 км, ширина 1 км, висота 23 м; східна частина менша, довжина 2 км, ширина 450 м, висота 27 м. Перешийок до 1 км, ширина від 20 м. Окрім північно-західного берега острів облямований кораловими рифами.